# Шахтный ствол

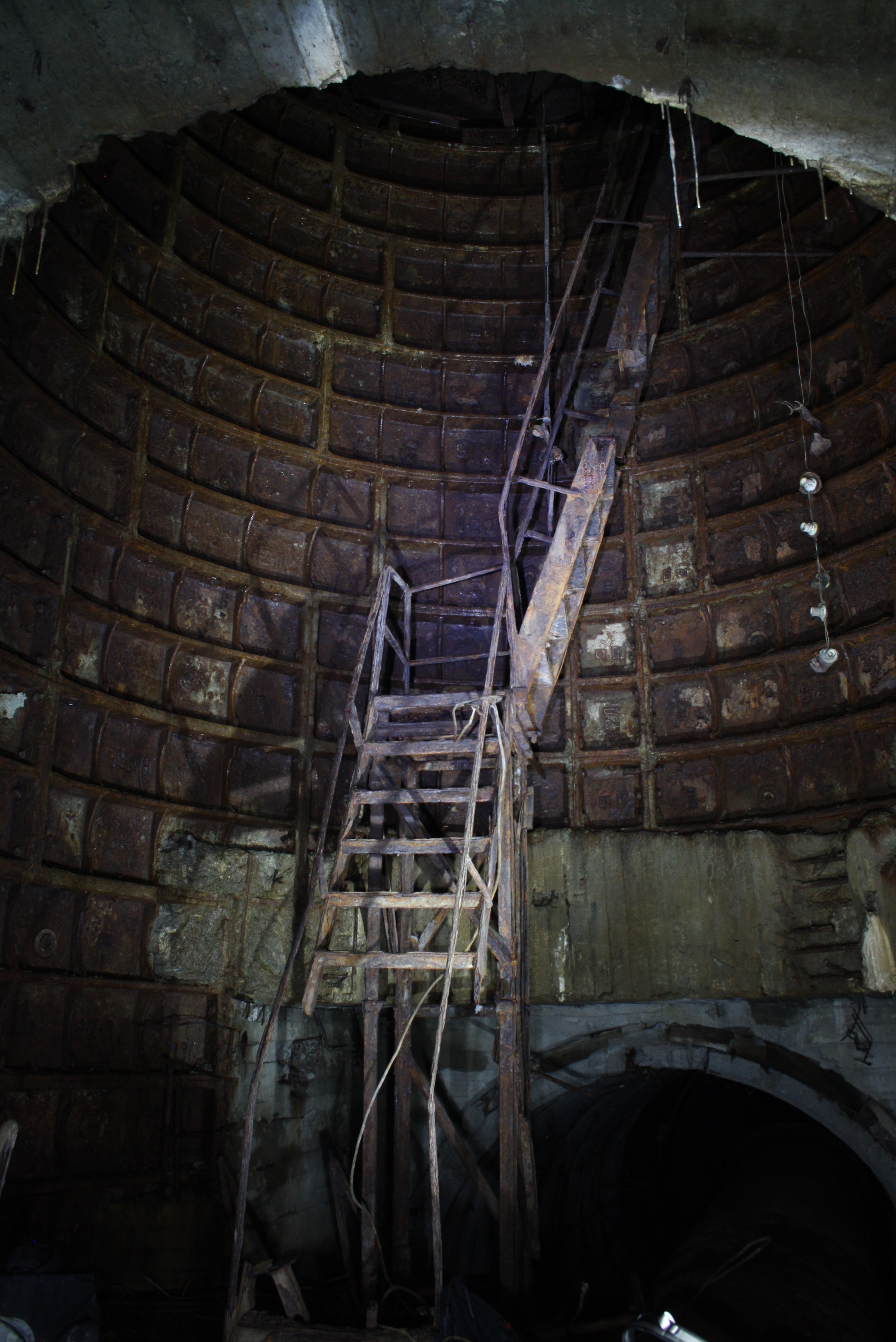
Ствол в городском водогоне

Шахтный ствол — вертикальная (реже наклонная) капитальная горная выработка, имеющая непосредственный выход на земную поверхность и предназначенная для обслуживания подземных горных работ. Через шахтные стволы осуществляется спуск и подъём полезного ископаемого, породы, материалов, оборудования, людей и осуществляют проветривание шахты.

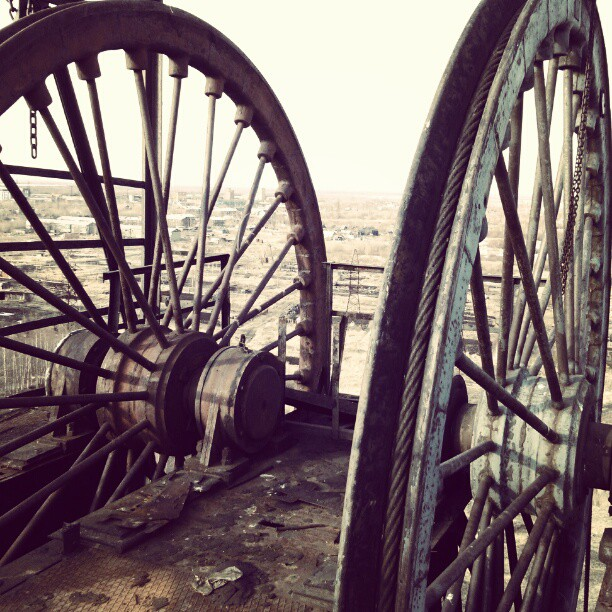
Подъёмный механизм шахтного ствола

В зависимости от основного назначения, шахтные стволы разделяют на главные и вспомогательные. Главный ствол служит для подъёма на поверхность полезных ископаемых. Вспомогательные стволы в соответствии с их функциями подразделяются на грузо-людские — для спуска и подъёма людей (клетевые стволы), материалов, оборудования и вентиляционные — для проветривания с выдачей исходящей струи воздуха (ствол для подачи свежей струи называют воздухоподающим).
Верхняя часть ствола, выходящая на земную поверхность, называется устьем; нижняя (ниже горизонта околоствольного двора) — зумпфом. Поперечное сечение шахтных стволов бывает круглым, иногда — прямоугольным (шурфы), реже — эллиптическим. Диаметр вертикальных стволов достигает 9 м, глубина 3-3,5 км. Стенки стволов закрепляют бетоном, железобетоном и металлическими или железобетонными тюбингами; в крепких устойчивых породах — набрызг-бетоном. Армировка ствола включает обычно металлические горизонтальные элементы (расстрелы) и вертикальные элементы (проводники), в виде деревянных балок или натянутых стальных канатов, обеспечивающие плавное движение скипов и клетей. Сооружают стволы с помощью буровзрывных работ, бурильных установок и стволопроходческих агрегатов.

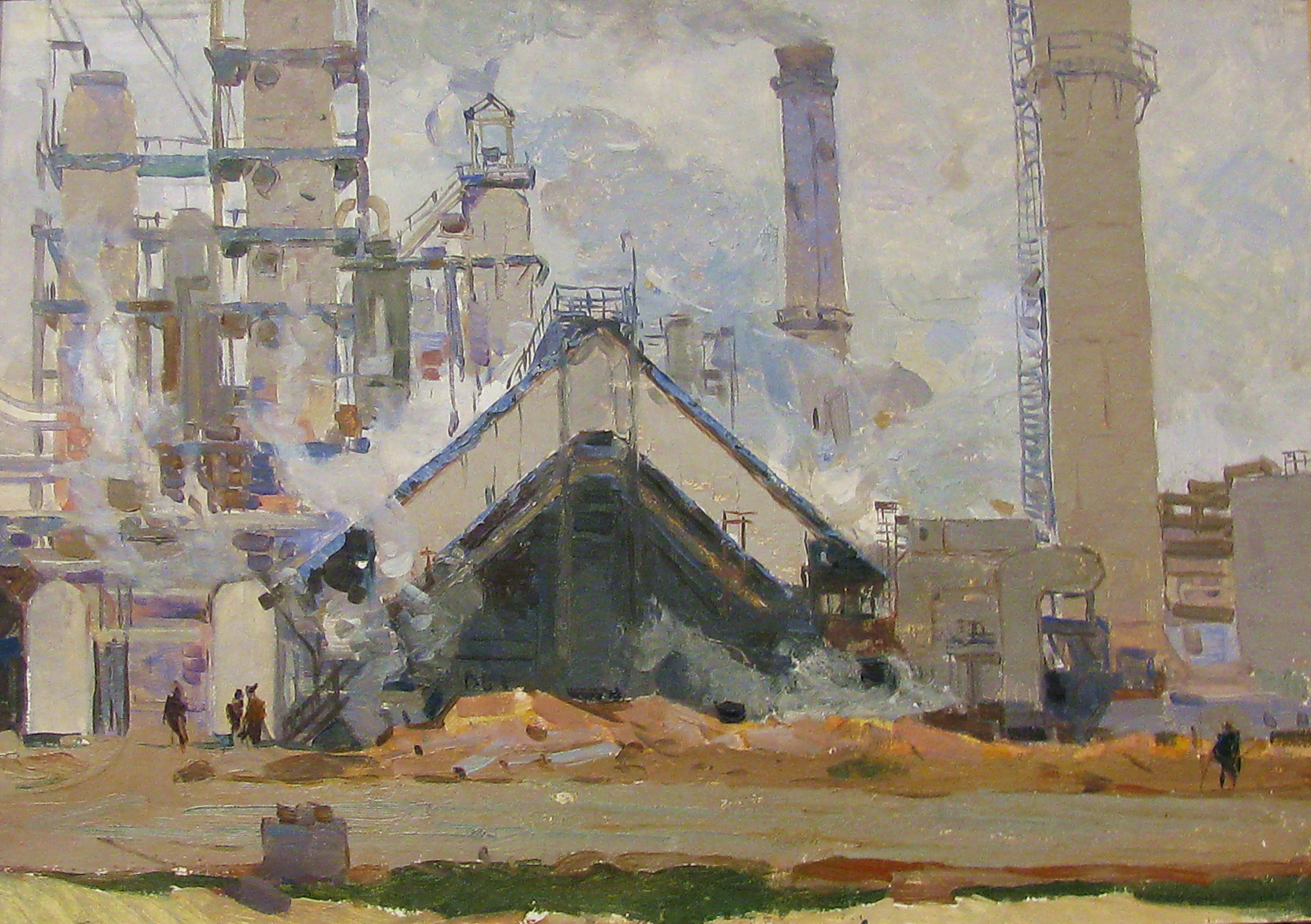
Блищ, Михаил Андреевич. «Копры Солигорска», начало 1960-х

Слепой шахтный ствол — вертикальная горная выработка, не имеющая выхода на поверхность и предназначенная для транспортировки полезных ископаемых, людей, грузов с нижележащих горизонтов на более высокие, по ним осуществляют проветривание шахты.
Копёр — надземное сооружение шахтного ствола, служит частью подъёмной установки, предназначено для размещения отводящих шкивов и направляющих для тросов клетей и/или скипов, разгрузочных кривых, посадочных устройств и другого оборудования.